# Kjell Storelid
Kjell Storelid (Stord, 24 de octubre de 1970) es un deportista noruego que compitió en patinaje de velocidad sobre hielo. 
Participó en tres Juegos Olímpicos de Invierno, obteniendo dos medallas de plata en Lillehammer 1994, en las pruebas de 5000 m y 10 000 m, el quinto lugar en Nagano 1998 (10 000 m) y el octavo en Salt Lake City 2002 (10 000 m).

## Palmarés internacional
| Juegos Olímpicos | Juegos Olímpicos      | Juegos Olímpicos | Juegos Olímpicos |
| Año              | Lugar                 | Medalla          | Prueba           |
| ---------------- | --------------------- | ---------------- | ---------------- |
| 1994             | Lillehammer (Noruega) | Medalla de plata | 5000 m           |
| 1994             | Lillehammer (Noruega) | Medalla de plata | 10 000 m         |